# Gens Burriena
La gens Burriena fue una familia romana de finales de la República. Se conoce principalmente de un solo individuo, Cayo Burrieno, pretor urbanus de c. 82 a. C.